# Marie Firmin Gabriel Théophile Amourel
Marie Firmin Gabriel Théophile Amourel, né le 11 octobre 1848 à Abeilhan et mort le 18 juin 1908 à Marseille, était un général de division français.

## Biographie

### Grades
- 01/11/1867 : élève à l'École polytechnique
- 01/10/1869 : sous-lieutenant élève à l'école d'artillerie
- 08/12/1870 : lieutenant
- 06/08/1874 : capitaine
- 06/05/1887 : chef d'escadron
- 02/10/1893 : lieutenant-colonel
- 30/12/1897 : colonel
- 12/01/1901 : général de brigade
- 24/12/1904 : général de division

### Postes
- 30/12/1897-21/09/1898: directeur de l'artillerie à Clermont-Ferrand.
- 21/09/1898-9/08/1900: chef de corps du 1er régiment d'artillerie.
- 09/08/1900-01/08/1905: directeur de l'Artillerie au Ministère de la Guerre.
- 01/08/1905-17/01/1906: membre du Comité technique de Santé.
- 16/08/1905-25/03/1906: président de la Commission des écoles militaires.
- 01/10/1905-25/03/1906: membre du Comité technique de l'Artillerie.
- 25/03/1906-15/11/1907: commandant de la  24e Division d'Infanterie et des subdivisions de région de Périgueux, Bergerac, Brive et Tulle.
- 15/11/1907-18/06/1908 commandant du  15e Corps d'Armée

## Décorations
- Commandeur de la Légion d'honneur (30/12/1905) ; Chevalier (28/12/1885), Officier (11/07/1900)[2]
- Chevalier de l'ordre du Mérite agricole (13/01/1905)
- Médaille coloniale avec agrafe Tunisie
- Médaille commémorative de l'expédition du Tonkin
- Officier du Nichan Iftikhar ( Tunisie) (14/12/1881)
- Commandeur de l'Étoile noire (Dahomey) (06/07/1901)
- Grand Officier du Nicham El Anouar (30/03/1903)